# Fatos Bećiraj
Fatos Bećiraj (en Montenegrino cirílico: Фатос Бећирај, en Albanés: Fatos Besim Beqiraj, Peć, Yugoslavia, actual Kosovo, 5 de mayo de 1987) es un exfutbolista montenegrino que jugaba como delantero. Desde julio de 2023 es director deportivo del F. K. Dečić.

## Biografía
Nacido en Peć Kosovo en una familia albanesa, el joven Fatos tuvo que tomar algunas decisiones importantes cuando era un niño. A pesar de ser un gran fanático del baloncesto, a la edad de 10 años decidió dar sus primeros pasos en el fútbol. El primer club profesional de Bećiraj fue el equipo local KF Shqiponja, pero gracias a sus buenas actuaciones, se unió a sus rivales de la ciudad KF Besa dos años más tarde. Sin embargo, pasó solo seis meses en su nativa Kosovo cuando el gigante montenegrino FK Budućnost Podgorica lo contrató para jugar para el equipo más popular del país.

## Trayectoria
Bećiraj comenzó su carrera como futbolista profesional en el K. F. Besa Pejë, equipo de la ciudad de Peć, en Kosovo, con el que debutó en 2007 tras haber pasado por las categorías inferiores del máximo rival de dicho club en la ciudad, el Klubi Futbollistik Shqiponja Pejë.

### Budućnost de Podgorica
En enero de 2008 su progresión llamó la atención en el Fudbalski Klub Budućnost Podgorica que decidió ficharlo. Nada más llegar se hizo con un sitio en el equipo, anotando 9 goles en los últimos 15 partidos de la temporada 2007/08 que ayudaron a su equipo a conseguir el campeonato liguero así como un subcampeonato de la Copa de Montenegro.
En las siguientes dos temporadas anotó 28 goles en 62 encuentros ligueros, siendo el máximo goleador de la temporada 2008/09 con 18 tantos.

### Dinamo Zagreb
El 30 de agosto de 2010 fue anunciado que Beqiraj firmó un contrato con el principal club de Croacia, el Dinamo Zagreb. Beqiraj jugó grandes partidos en su primera temporada con el Dinamo, lo que le valió para ser convocado con regularidad por la selección de fútbol de Montenegro. En esta primera campaña jugó 22 partidos de liga en los que anotó 8 goles, siendo los más destacados por su belleza los que logró frente al NK Rijeka y el Hajduk Split.
En la temporada 2011/12 Beqiraj pasó por una racha de ocho partidos consecutivos sin marcar a la que puso fin anotando el quinto gol de su equipo en la victoria por 5–0 frente al NK Karlovac en el campeonato de liga y posteriormente también anotó el último de los goles de su equipo en la victoria por 4–1 frente al Malmö FF en el partido de Play-off de la Liga de Campeones de la UEFA 2011-12. El 22 de noviembre de 2011, Bećiraj fue el autor del primer gol del Dinamo en la Liga de Campeones de la UEFA 2011-12, al marcar en el Estadio Santiago Bernabéu en la derrota de su equipo por 6-2 frente al Real Madrid.
Además en esa misma temporada fue el máximo goleador de la Prva HNL con 15 goles en 28 partidos, convirtiéndose en el primer extranjero que lo lograba.

## Selección nacional
Su primera experiencia internacional fue en 2009 de la mano del entrenador Dušan Vlaisavljević que le convocó con la selección sub-21 en la que ganó su primer partido, el 7 de junio de 2009 frente a la sub-21 de Kazajistán, partido que correspondía a la clasificación para la Eurocopa Sub-21 de 2011. Participó en cinco convocatorias más de la selección sub-21 antes de ser llamado para disputar un encuentro con la selección de fútbol de Montenegro frente a la selección de fútbol de Italia correspondiente a la fase de clasificación para el mundial de 2010. Debutó en dicho partido, sustituyendo a Radomir Đalović en el minuto 70 de partido. El 17 de noviembre de 2010 anotó su primer gol con la selección, en un partido amistoso frente a la selección de fútbol de Azerbaiyán.
En una entrevista que se le realizó en enero de 2010 Beqiraj declaró que si la selección de fútbol de Kosovo fuera admitida para la disputa de torneos internacionales de la UEFA y de la FIFA consideraría abandonar el equipo de Montenegro para jugar con Kosovo.

### Goles internacionales
| Núm. | Fecha                    | Lugar                                      | Rival      | Gol | Resultado | Competición                |
| ---- | ------------------------ | ------------------------------------------ | ---------- | --- | --------- | -------------------------- |
| 1    | 17 de noviembre de 2010  | Estadio Pod Goricom, Podgorica, Montenegro | Azerbaiyán | 2-0 | 2-0       | Amistoso                   |
| 2    | 11 de septiembre de 2012 | Stadio Olímpico, San Marino                | San Marino | 0-2 | 0-6       | Clasificación Mundial 2014 |
| 3    | 11 de septiembre de 2012 | Stadio Olímpico, San Marino                | San Marino | 0-3 | 0-6       | Clasificación Mundial 2014 |

## Clubes
| Club                      | País        | Año       |
| ------------------------- | ----------- | --------- |
| K. F. Besa Pejë           | Kosovo      | 2007-2008 |
| F. K. Budućnost Podgorica | Montenegro  | 2008-2010 |
| G. N. K. Dinamo Zagreb    | Croacia     | 2010-2014 |
| Chanchun Yatai F. C.      | China       | 2014-2015 |
| Dinamo Minsk              | Bielorrusia | 2015-2016 |
| F. C. Dinamo Moscú        | Rusia       | 2016-2018 |
| K. V. Mechelen            | Bélgica     | 2018      |
| Maccabi Netanya           | Israel      | 2018-2020 |
| Wisła Cracovia            | Polonia     | 2020-2021 |
| Bnei Yehuda Tel Aviv      | Israel      | 2021      |
| F. C. Astana              | Kazajistán  | 2021      |
| F. K. Dečić               | Montenegro  | 2022      |
| F. K. Mornar              | Montenegro  | 2023      |

## Palmarés

### Campeonatos nacionales
| Título             | Club                   | País       | Año  |
| ------------------ | ---------------------- | ---------- | ---- |
| Liga de Montenegro | F. K. Budućnost        | Montenegro | 2008 |
| Liga de Croacia    | G. N. K. Dinamo Zagreb | Croacia    | 2011 |
| Copa de Croacia    | G. N. K. Dinamo Zagreb | Croacia    | 2011 |
| Liga de Croacia    | G. N. K. Dinamo Zagreb | Croacia    | 2012 |
| Copa de Croacia    | G. N. K. Dinamo Zagreb | Croacia    | 2012 |
| Liga de Croacia    | G. N. K. Dinamo Zagreb | Croacia    | 2013 |